# Тамміку (Ярва)
Та́мміку (ест. Tammiku küla) — село в Естонії, у волості Ярва повіту Ярвамаа.

## Населення
Чисельність населення на 31 грудня 2011 року становила 12 осіб.

## Історія
З 20 лютого 1992 до 21 жовтня 2017 року село входило до складу волості Коеру.